# Андреас фон Ауершперг
Андреас фон Ауершперг (на немски: Andreas Freiherr von Auersperg; * 1597; † 1632) е австрийски благородник, фрайхер от фамилията Ауершперг.

## Произход
Той е най-малкият син на фрайхер Волфганг Зигмунд фон Ауершперг († 1598) и съпругата му Фелицитас фон Виндиш-Грец (1560 – 1615), внучка на Зигфрид фон Виндиш-Грец (1485 – 1541), дъщеря на фрайхер Якоб II фон Виндиш-Грец (1524 – 1577) и Анна Мария фон Велц († 1564). Брат е на Волфганг Николаус фон Ауершперг (1579 – 1632), Паул Фолхард (1581 – 1605) и Волфганг Вайкхарт фон Ауершперг (1583 – 1665/1666).

## Фамилия
Андреас фон Ауершперг се жени 1623 г. за фрайин Барбара фон Херберщайн (1586 – 1654). Te имат две деца:
- Волфганг Зигмунд (1624 – 1665), женен 1654 г. за Барбара Амбщетер фон и цу Хайнберг († 1679); имат деца
- Фелицитас (* 1627)